# Karl Franz Joseph Thelott
Karl Franz Joseph Thelott, auch Carl Thelott (* 3. Oktober 1792 in Düsseldorf; † 19. November 1830 in Augsburg), war ein deutscher Porträtmaler und Kupferstecher.

## Leben

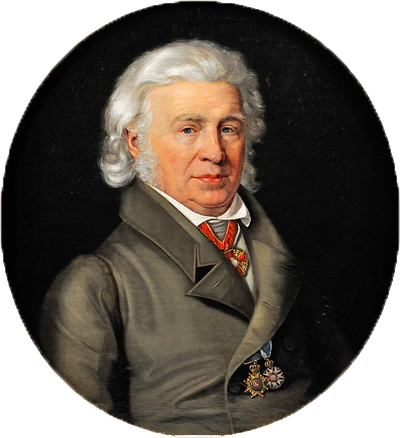
Porträt des Samuel Thomas von Soemmering, 1828, Dr. Senckenbergische Stiftung

Thelott, Sohn Ernst Carl Thelotts, des Professors für Kupferstecherkunst an der Kunstakademie Düsseldorf, erhielt wie sein jüngerer Bruder Ernst eine künstlerische Ausbildung bei seinem Vater. 1814 war er Schüler von Johann Peter von Langer in München, der ihn in der Bildnismalerei unterwies. 1821 war er für den Prinzen Friedrich von Preußen in Düsseldorf tätig, 1823 in Frankfurt am Main, dann in Berlin. 1827 wirkte er in Westfalen als Porträtmaler fürstlicher Personen.